# Movimiento Free Britney

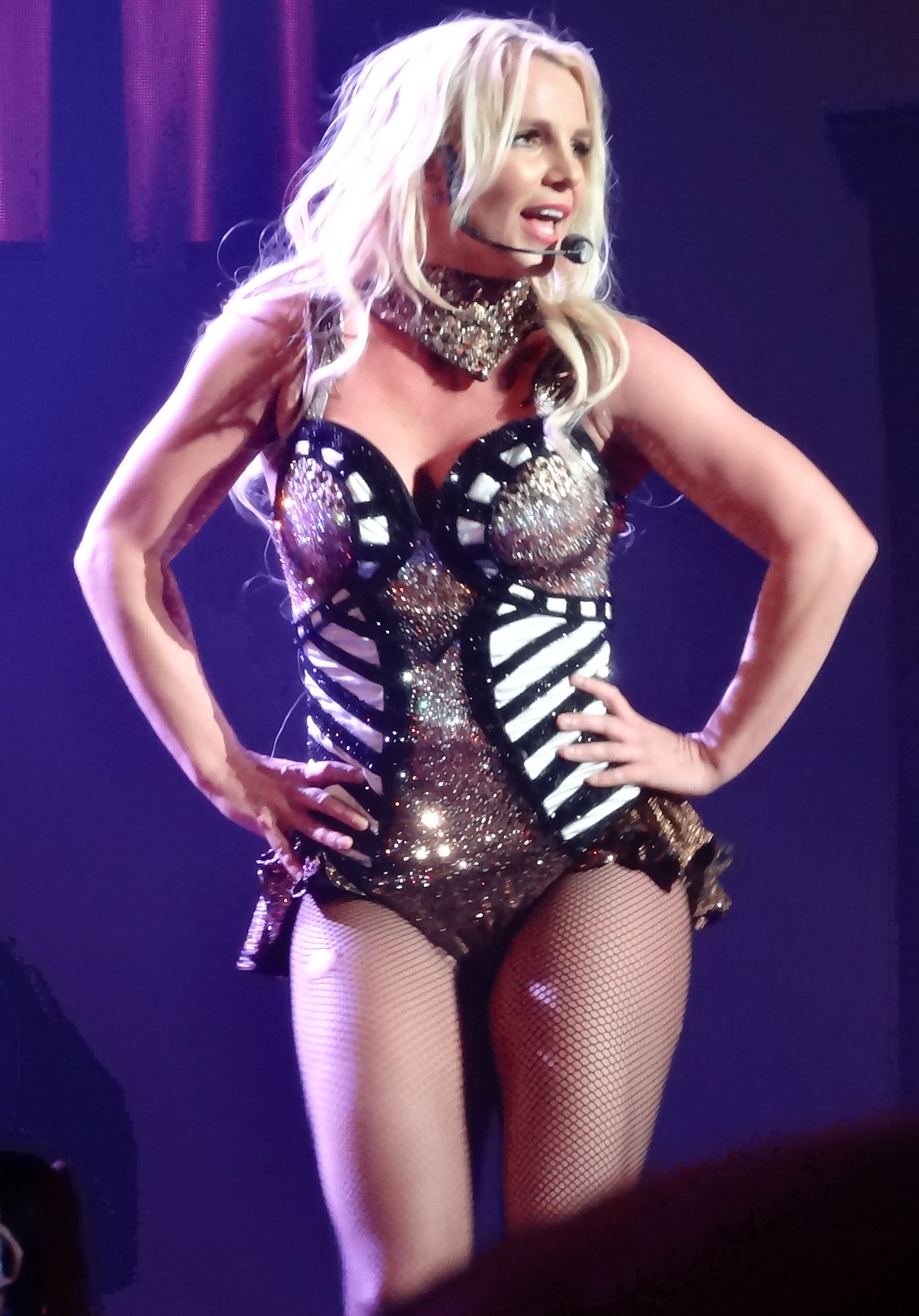
Spears durante su concierto de residencia, Britney: Piece of Me en Las Vegas (2014).

El Movimiento Free Britney (o #FreeBritney) es un movimiento social en apoyo a la cantante estadounidense Britney Spears por el caso judicial concerniente a su tutela, que empezó en 2008. El movimiento se hizo popular en 2019, después de varias acusaciones relacionadas con el ingreso de la intérprete a un centro psiquiátrico durante ese año. La tutela de la estrella finalizó eventualmente el 12 de noviembre de 2021.

## Antecedentes
En 2008, la cantante estadounidense Britney Spears estuvo con un tratamiento de psicoterapia de tres días en al menos dos ocasiones. En ese entonces, la artista había tenido conflictos relacionados con su vida personal, entre ellos su divorcio con Kevin Federline, el rapado de su cabeza, los ataques a paparazzis, y la custodia de sus hijos que perdió a favor de Federline. Durante su segunda estadía en el centro médico, su padre, James «Jamie» Parnell, presentó una petición para tramitar una tutela para Spears, que se realizó ese mismo año. Desde entonces, Jamie se encargó de los asuntos personales de la cantante, así como de sus finanzas junto al abogado de la familia, Andrew Wallet, quien ocupó ese cargo a partir de 2009.
Durante la tutela, Spears publicó cuatro álbumes de estudio; dos de ellos, Circus (2008) y Femme Fatale (2011), obtuvieron un disco de platino otorgado por la RIAA. También formó parte del jurado del programa estadounidense The X Factor en la segunda temporada en 2012. Desde 2013 a 2017, la intérprete tuvo su primer concierto de residencia, titulado Britney: Piece of Me, en Las Vegas, Nevada; recaudó aproximadamente $137 millones. En 2018, la hermana de Spears, Jamie Lynn, se encargó de su patrimonio. Ese mismo año, Jamie sufrió una ruptura espontánea de colon. Si bien Spears tenía programada una presentación en Las Vegas en 2019, decidió tomar un receso que, eventualmente, significó la cancelación de su concierto en enero de 2019, debido a los problemas de salud de su padre. En marzo del mismo año, Wallet renunció a su cargo como administrador después de 11 años. Debido al estrés que padeció por el estado de Jamie, Spears ingresó a un centro psiquiátrico ese mismo mes.

## Desarrollo

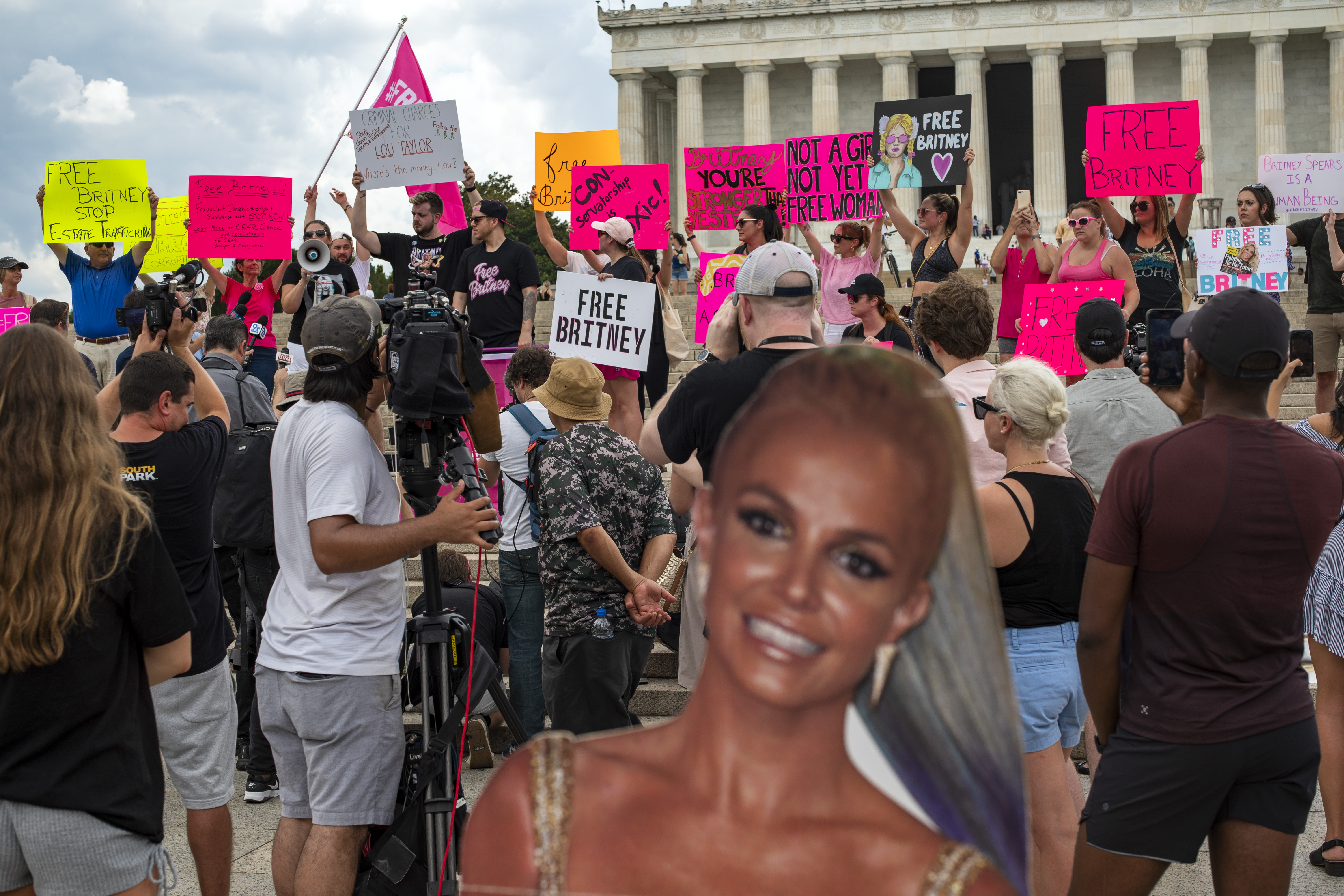
El movimiento #FreeBritney frente al Monumento a Lincoln.

En abril de 2019, un podcast enfocado en Spears, titulado Britney's Gram, reveló un mensaje de voz de una fuente anónima que afirmaba ser un exmiembro del equipo legal de la estrella; la fuente alegó que Jamie canceló el concierto de residencia planeado debido a que Spears se negó a tomar sus medicinas, que la cantante estuvo recluida contra su voluntad desde enero tras violar una regla que le prohibía conducir, y que originalmente se suponía que su tutela iba a finalizar en 2009. Después del podcast, comenzó un movimiento social, titulado #FreeBritney, con la intención de poner fin a su tutela. En ese mes, varios fanáticos de Spears realizaron una protesta frente al Ayuntamiento de West Hollywood y solicitaron la liberación de la cantante del centro psiquiátrico. Días después, la propia Spears informó sobre su bienestar mental y fue dada de alta. En mayo, Brenda Penny, la jueza a cargo del caso, ordenó una «evaluación detallada» de la tutela durante una audiencia. En septiembre, a Federline se le otorgó una orden de restricción contra Jamie luego de una supuesta disputa física entre este último y uno de los hijos de Spears. En el mismo mes, Jodi Montgomery reemplazó a Jamie como la tutora de la artista por un tiempo.
En agosto de 2020, Samuel D. Ingham III, el abogado designado por la corte, dio a conocer el deseo de Spears de modificar su tutela, lo que incluye entre otras medidas, la permanencia de Montgomery como su tutora y la idea que esta última reemplace a Jamie como su administradora de finanzas. Más tarde en ese mes, Penny extendió el acuerdo en curso hasta febrero de 2021, y en noviembre de 2020, aprobó el Bessemer Trust, fondo financiero para supervisar el patrimonio de Spears junto con Jamie. En febrero de 2021, se estrenó el documental Framing Britney Spears que relata la historia de la tutela como parte de su carrera. Más tarde, la cantante afirmó que «lloro durante dos semanas» y que se sintió humillada después de ver parte del documental. En junio de 2021, The New York Times publicó un artículo en el que se reveló que Spears se había esforzado durante años por ponerle fin a su tutela.
En el mismo mes, la artista se dirigió a la corte para hablar acerca de un trauma que experimentó, a la vez que describió su tutela como «abusiva». También expresó su deseo de elegir a su propio asesor legal, así como también casarse y tener un hijo, mientras le solicitaba a la jueza que terminara su tutela sin evaluación alguna. Poco después, el fondo Bessemer Trust se retiró del cargo debido a alegatos relacionadas con la tutela. Más tarde, tanto Larry Rudolph, representante de Spears durante 25 años, como Ingham presentaron su renuncia en julio. En ese mes, a la artista se le otorgó el derecho de elegir a su propio abogado, a lo que Penny aprobó el reemplazo de Ingham por Mathew Rosengart, quien afirmó que estaría trabajando en la finalización de la tutela. Spears, después de un largo periodo sin referirse a su caso, utilizó el hashtag #FreeBritney en un post que publicó el 14 de julio. Hacia el final del mes, Rosengart presentó una petición para destituir a Jamie como el administrador del patrimonio de la artista.
En agosto de 2021, Jamie accedió a renunciar a su cargo como tutor de Spears por un tiempo indeterminado, pero sostuvo que «no deberían suspenderlo o destituirlo». En septiembre de 2021, presentó su solicitud para terminar con la tutela de la cantante. En el mismo mes, Netflix anunció el estreno de un documental sobre el acuerdo y la disputa entre Spears y Jamie, titulado Britney vs Spears. Al día siguiente, Penny suspendió a Jamie del cargo y nombró al contador John Zabel, seleccionado por el equipo de Spears, como el tutor del patrimonio de la artista. Posteriormente, Spears agradeció a sus seguidores por el «papel fundamental» que desempeñaron en torno a la suspensión de su padre. La tutela finalizó eventualmente el 12 de noviembre de 2021.

## Recepción
Desde 2019 a 2020, el movimiento #FreeBritney obtuvo el apoyo de varias celebridades, entre ellas las cantantes Cher y Miley Cyrus, así como también la personalidad de televisión Paris Hilton. Después del discurso de Spears en la corte en junio de 2021, otras figuras públicas, entre ellas las cantantes Mariah Carey y Brandy Norwood, así como la actriz Rose McGowan, apoyaron el deseo de Spears de ponerle fin a su tutela. Las estrellas Christina Aguilera y Justin Timberlake, quien fue pareja sentimental de Spears, también dieron a conocer su apoyo. La rapera Iggy Azalea, quien colaboró con Spears en el sencillo «Pretty Girls» (2015), confesó que había «presenciado personalmente» el mismo comportamiento de Jamie que la cantante contó durante su discurso en la corte.
En julio de 2020, el hermano de Spears, Bryan, afirmó que su tutela había sido beneficiosa para la familia, mientras que Jamie etiquetó al movimiento como «un chiste» y a todos sus seguidores como «teoristas conspiranoicos». En junio de 2021, Jamie Lynn confirmó su apoyo a la artista y afirmó que se sentía «muy orgullosa» por el hecho de haber solicitado la finalización de su tutela.
En julio de 2021, los representantes del país, Matt Gaetz, Marjorie Taylor Greene, Burgess Owens y Andy Biggs, invitaron a Spears para testificar acerca de su tutela frente al Congreso. Al respecto, los senadores Bob Casey Jr. y Elizabeth Warren solicitaron al Departamento de Salud y Servicios Humanos y al Departamento de Justicia que les proporcionaran datos sobre las tutelas para poder realizar nuevas recomendaciones para el sistema. Después de comprometerse en ayudar a la cantante para conseguir el término de su tutela, la Unión Estadounidense por las Libertades Civiles presentó un amicus curiae con el propósito de apoyar el deseo de Spears de elegir a su propio representante legal. En respuesta al movimiento, Nancy Mace y Charlie Crist, quienes forman parte de la cámara de representantes, presentaron un proyecto de ley que busca proteger a las personas de las tutelas «abusivas y explotadoras». Más adelante, Jared Polis, gobernador del estado de Colorado, confirmó su apoyo hacia Spears y al movimiento en general. El 30 de septiembre, el gobernador del estado de California, Gavin Newsom, firmó un proyecto de ley titulado como ley #FreeBritney, que tiene como fin reformar las tutelas cerrando las lagunas y mejorando la transparencia en el proceso.